# Guvernul Octavian Goga

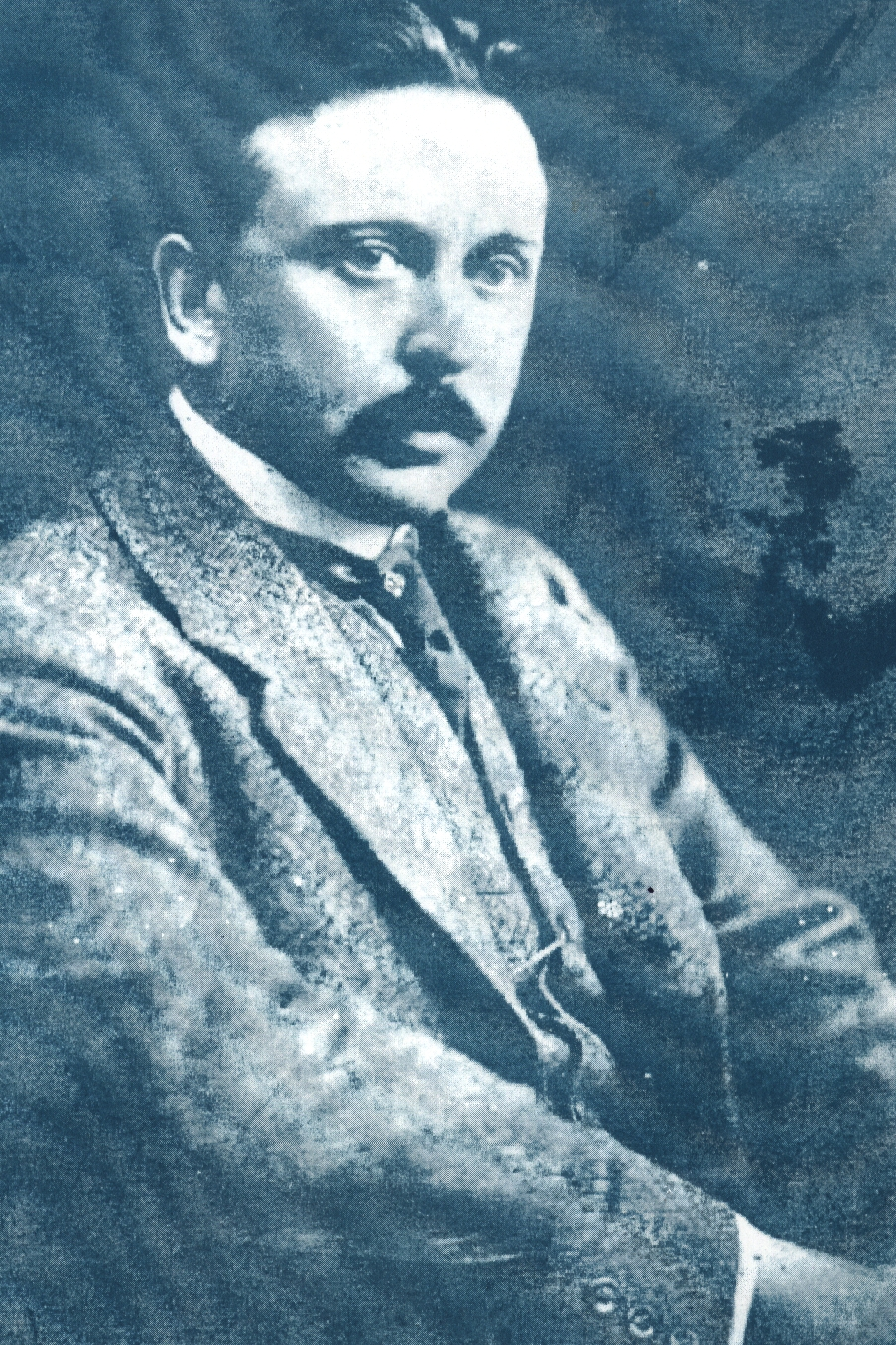
Octavian Goga

Guvernul Octavian Goga, cunoscut drept Guvernul Goga-Cuza, a fost un consiliu de miniștri care a guvernat România în perioada 29 decembrie 1937 – 10 februarie 1938. A fost un guvern minoritar, Partidul Național Creștin (PNC), formațiunea extremistă a lui Octavian Goga, clasându-se la alegeri pe locul al patrulea, cu 9,5% din voturi.

Steagul Partidului Național Creștin

## Componența
- Președintele Consiliului de Miniștri

Octavian Goga (29 decembrie 1937 – 10 februarie 1938)
- Ministru de interne

Armand Călinescu (29 decembrie 1937 – 10 februarie 1938)
- Ministrul de externe

Istrate Micescu (29 decembrie 1937 – 10 februarie 1938)
- Ministrul finanțelor

Eugen Savu (29 decembrie 1937 – 10 februarie 1938)
- Ministrul justiției

Vasile Rădulescu-Mehedinți (29 decembrie 1937 – 10 februarie 1938)
- Ministrul apărării naționale

General Ion Antonescu (29 decembrie 1937 – 10 februarie 1938)
- Ministrul aerului și marinei

Radu Irimescu (29 decembrie 1937 – 10 februarie 1938)
- Ministrul agriculturii și domeniilor

ad-int. Virgil Potârcă (29 decembrie 1937 – 8 ianuarie 1938)
ad-int. D.R. Ioanițescu (8 ianuarie – 10 februarie 1938)
- Ministrul industriei și comerțului

Ion Gigurtu (29 decembrie 1937 – 10 februarie 1938)
- Ministrul lucrărilor publice și comunicațiilor

Virgil Potârcă (29 decembrie 1937 – 10 februarie 1938)
- Ministrul educației naționale

Ion Petrovici (29 decembrie 1937 – 10 februarie 1938)
- Ministrul cultelor și artelor

Ioan Lupaș (29 decembrie 1937 – 10 februarie 1938)
- Ministrul muncii

Gheorghe A. Cuza (29 decembrie 1937 – 10 februarie 1938)
- Ministrul sănătății și ocrotirii sociale

George Banu (29 decembrie 1937 – 10 februarie 1938)
- Ministrul cooperației

Stan Ghițescu (29 decembrie 1937 – 10 februarie 1938)
- Ministru de stat

Alexandru C. Cuza (29 decembrie 1937 – 10 februarie 1938)
- Ministru secretar de stat

Silviu Dragomir (29 decembrie 1937 – 10 februarie 1938)